# أبرشية ميكسي
أبرشية ميكسي ( (بالإستونية: Meeksi vald)‏ كانت بلدية ريفية في مقاطعة تارتو إستونيا.

## معرض الصور

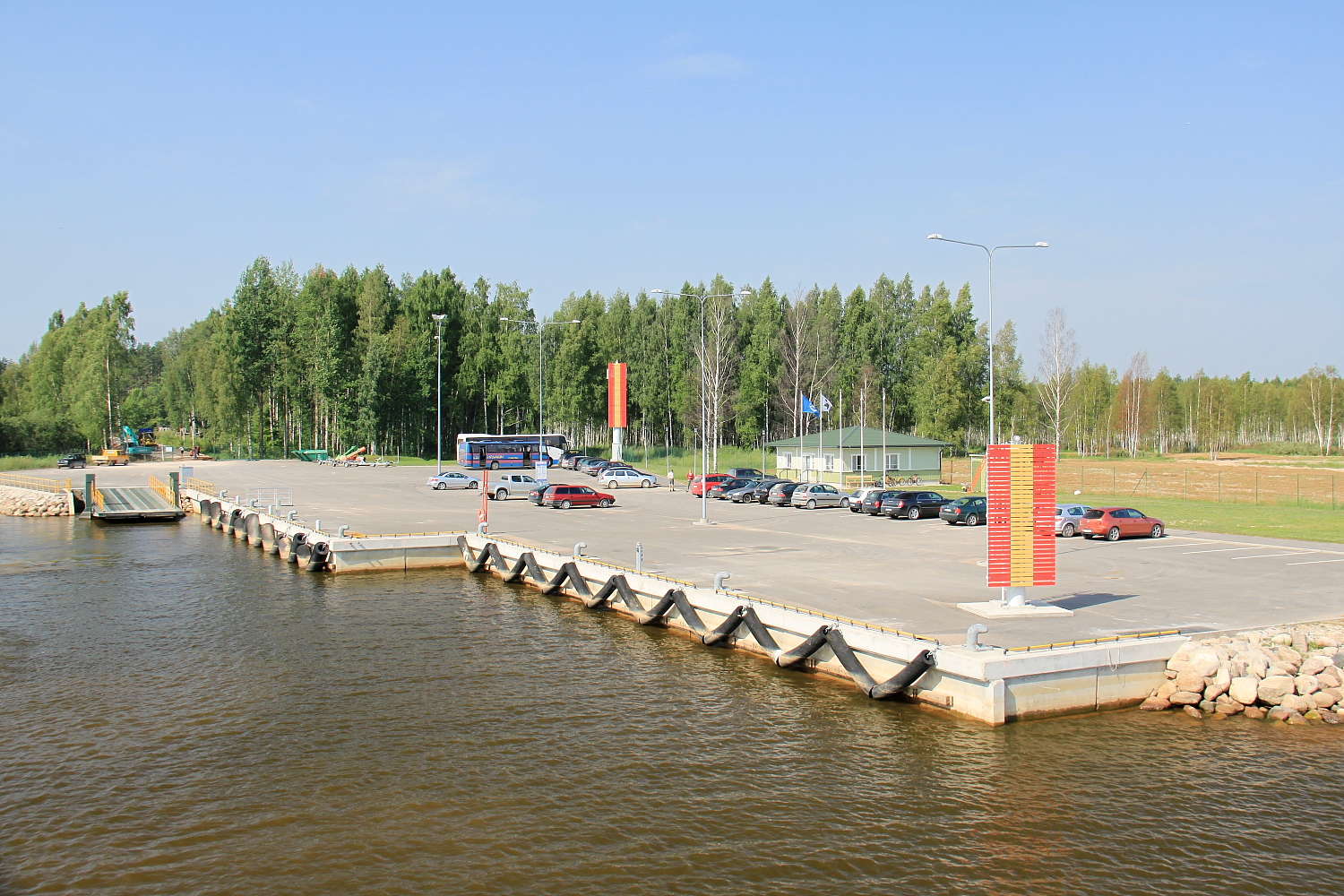
يربط ميناء Laaksaare في Paraplu جزيرة Piirissaar بالبر الرئيسي.
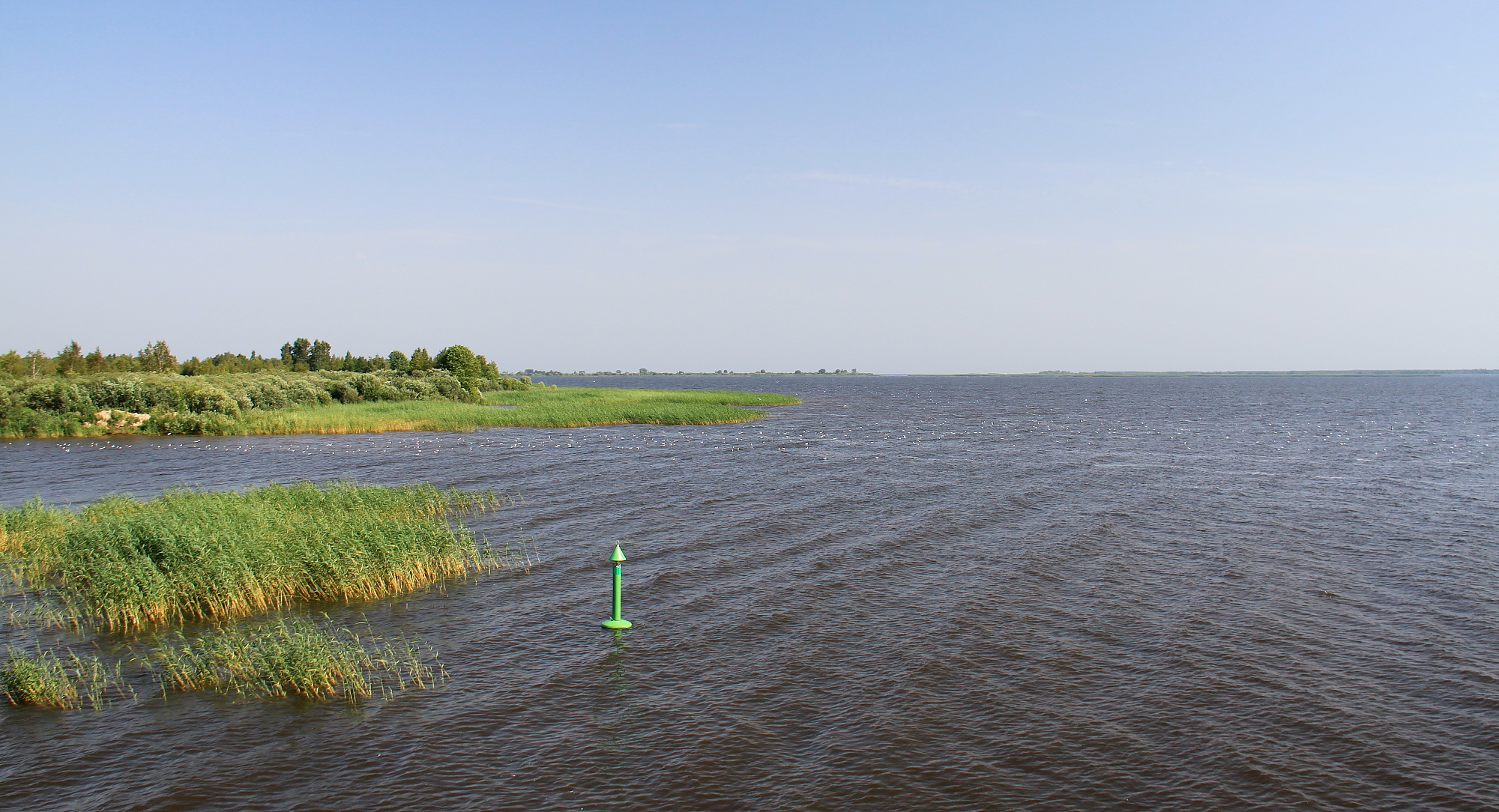
بحيرة Peipus (Lämmijärv) بالقرب من Laaksaare.
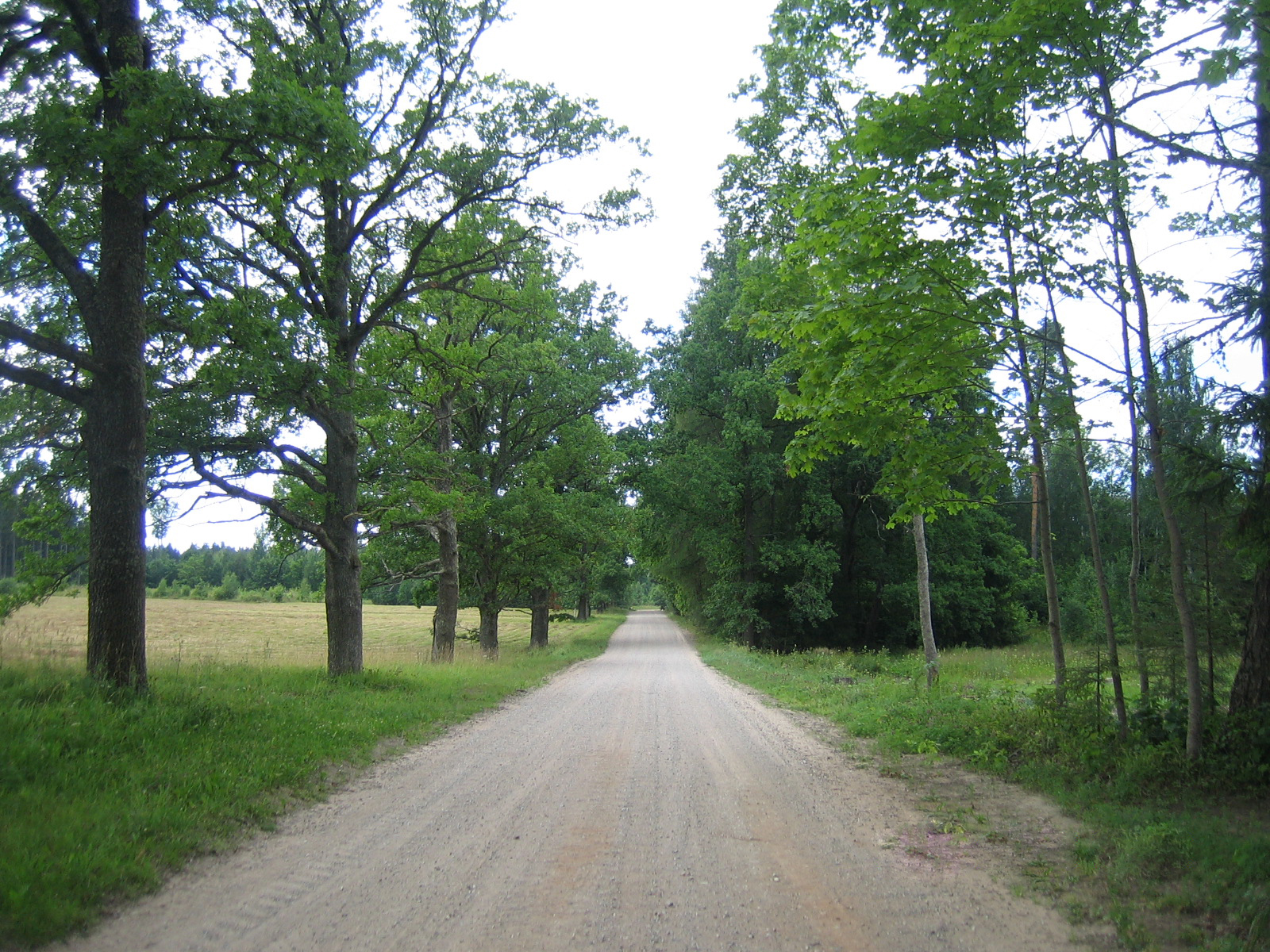
طريق البلوط في Rõka.
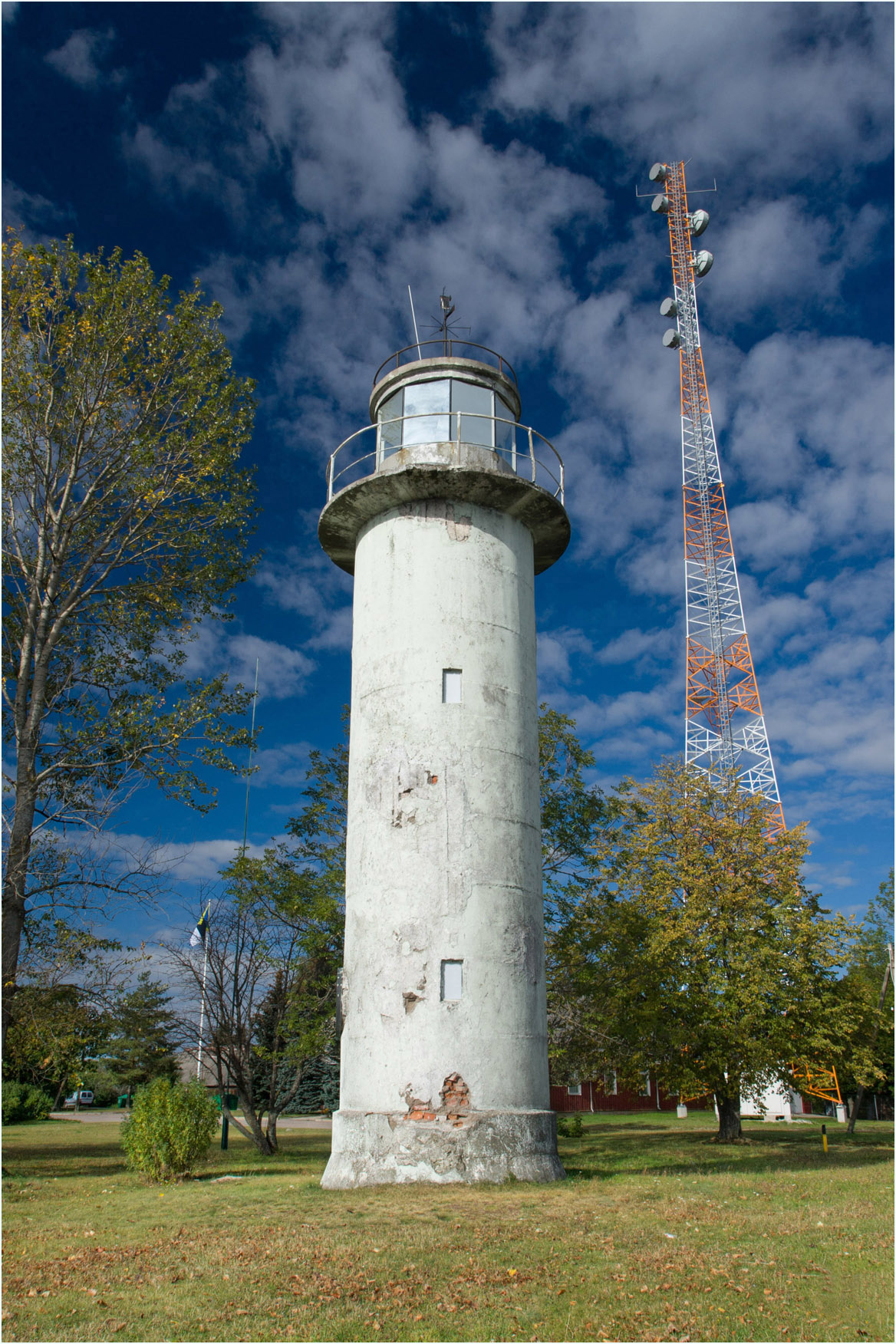
منارة Mehikoorma.

## روابط خارجية
- الموقع الرسمي
 (بالإستونية)